# Amauridia rona
Amauridia rona är en fjärilsart som beskrevs av William Schaus 1912. Amauridia rona ingår i släktet Amauridia och familjen nattflyn. Inga underarter finns listade i Catalogue of Life.